# Riserva naturale Dune e isole della Sacca di Gorino
La riserva naturale Dune e isole della Sacca di Gorino è un'area naturale protetta situata nel comune di Goro, in provincia di Ferrara. La riserva occupa una superficie di 479 ettari ed è stata istituita nel 1982, all'interno del Parco regionale del Delta del Po dell'Emilia-Romagna.